# Théodore Dubois
Théodore Dubois  (teljes nevén François-Clément Théodore Dubois; (Rosnay, Franciaország, 1837. augusztus 24. – Párizs, 1924. június 11.) francia zeneszerző, orgonista és zenetanár.

## Életpályája
A Marne megyei Rosnay-ban született. Először Louis Fanart-nál (a reims-i katedrális kórusvezetőjénél), majd később Ambroise Thomas-nál tanult a Párizsi konzervatóriumban. 1861-ben megnyerte a Római-díjat. 1868-ban a Madeleine-templom karnagya, majd 1871-ben César Francktól vette át a karmesterséget a párizsi Szent Clotilde-bazilikában. 1877-ben Dubois visszatért a Madeleine-templomhoz, és Camille Saint-Saëns után ő lett az orgonista. 1871-től a párizsi konzervatóriumban tanította többek között Pierre de Bréville-t, Guillaume Couture-t, Gabrielle Ferrarit, Gustave Doret-t, Paul Dukas-t, Achille Fortier-t, Xavier Leroux-t, Albéric Magnard-t, Édouard Rislert, Guy Ropartz-ot, Szpirídon Szamáraszt és Florent Schmitthet.

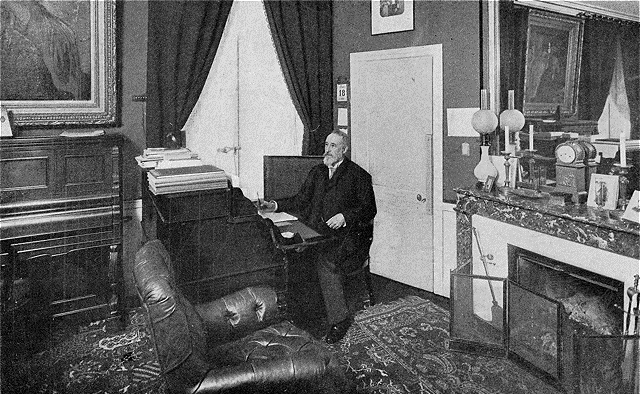
Théodore Dubois 1905-ben

Dubois 1896-tól a konzervatórium igazgatója (Thomas utóda, korai halála miatt) 1905-ig. Lemondott két hónappal Maurice Ravel Római-díja előtt; emiatt felháborodtak ellene, és ezeket még egy Romain Rolland (regényíró, és zenetudós) által írt levél is súlyosbított. Dubois után a konzervatórium igazgatója Gabriel Fauré lett.
Dubois írt baletteket, oratóriumokat és három szimfóniát. Leghíresebb oratóriuma a A Megváltó hét szava a keresztfán.

## Művei

### Operái
- La prova di un'opera seria, (kiadatlan, Róma, 1863).
- La Guzla de l'émir, opéra comique (egyfelvonásos, J. Barbier & M. Carré), első előadás 1873. április 30., Théâtre de l'Athénée, Párizs.
- Le Pain bis, opéra comique (egyfelvonásos, A. Brunswick & A.R. de Beauplan), első előadás 1879. február 26–27., Opéra-Comique (Théâtre Favart), Párizs.
- L'Enlèvement de Proserpine, scène lyrique (egyfelvonásos, P. Collin), első előadás 1879.
- Aben-Hamet, opera (4 felvonás, L. Détroyat & A. de Lauzières), első előadás 1884. december 16., Théâtre du Châtelet, Párizs.
- Xavière, idylle dramatique (3 felvonás, L. Gallet, F. Fabre nyomán), első előadás 1895. november 26., Opéra Comique (Théâtre Lyrique), Párizs.
- Miguela, opera (3 felvonás) első előadás 1916. május 18., párizsi Opera.
- La Fiancée d'Abydos (előadatlan)
- Le Florentin (előadatlan)

### Balettek
- La Korrigane, (ballet by Louis Mérante), f.p. 12 January 1880, Opéra, Paris.
- La Farandole, (ballet by Louis Mérante), f.p. 14 December 1883, Opéra-Comique, Paris.

### Vokális művek
- A Megváltó hét szava a keresztfán, (1867) oratórium Gaspard Deguerrynek, a Madeleine-templom papjának ajánlva (1797–1871) .
- Le Paradis Perdu, oratórium (1878 – Prix de la ville de Paris)
- Kantáták, beleértve: L'Enlèvement de Proserpine, Hylas, Bergerette; Les Vivants et les Morts
- Misék és egyházi művek

### Zenekari művek
- Jeanne d'Arc hősi indulója
- Fantaisie triomphale orgonára és zenekarra
- Esküvői himnusz
- Meditáció, Imák vonósokra, oboára, hárfára, és orgonára
- Concerto-Cappricio zongorára és zenekarra
- 2. Zongoraverseny
- Hegedűverseny
- Notre-Dame de la Mer, szimfonikus költemény
- Adonis, szimfonikus költemény
- Francia szimfónia (1908)
- 2. Szimfónia
- 3. Szimfónia
- Fantasietta (1917)
- f-moll szvit zongorára és vonós zenekarra (1917)

### Kamaraművek
- Cantabile (vagy Andante Cantabile) brácsára, csellóra és zongorára (1886)
- Esküvői himnusz hegedűre, brácsára, csellóra, hárfára és orgonára
- Kvintett oboára, hegedűre, brácsára, csellóra és zongorára
- Terzettino fuvolára, brácsára és hárfára (1905)
- a-moll zongora-kvintett (1907)
- Dectet vonósokra
- Nonetto fuvolára, oboára, klarinétra, fagottra, 2 hegedűre, brácsára, csellóra és 2 nagybőgőre

### Egyéb művei
- Zongoraművek: Chœur et danse des lutins, Six poèmes sylvestres
- rengeteg darab orgonára és harmóniumra
- Tizenkét darab orgonára és pedálos zongorára (1889), beleértve a híres G-dúr Toccata (no. 3)
- Tizenkét karácsonyi darab orgonára és pedálos zongorára (1893),beleértve az "In Paradisum"-ot (no. 9)
- Tizenkét kis darab orgonára és harmóniumra (1910): Kis pastorale champenoise és Prélude
- Negyvenkét manualiter orgonára és harmóniumra (1925)

## Írásai
- Dubois, Théodore (1889). Notes et études d'harmonie pour servir de supplément au traité de H. Reber. Párizs: Párizsi Konzervatórium.
- Dubois, Théodore (1901). Traité de contrepoint et de fugue. Párizs: Heugel.
- Dubois, Théodore (n.d., 1921?). Traité d'harmonie théorique et pratique. Párizs: Heugel. (Megjegyzés: A copyright szerint Réalisations des basses et chants du Traité d'harmonie par Théodore Dubois).

## Fordítás
Ez a szócikk részben vagy egészben  a   Théodore Dubois című angol Wikipédia-szócikk ezen változatának fordításán alapul.  Az eredeti cikk szerkesztőit annak laptörténete sorolja fel. Ez a jelzés csupán a megfogalmazás eredetét és a szerzői jogokat jelzi, nem szolgál a cikkben szereplő információk forrásmegjelöléseként.